# Золотые монеты Софьи Алексеевны
Золотые монеты Софьи Алексеевны — монеты, которые были отчеканены из золота в Русском царстве во время регентства Софьи Алексеевны.

## История
Золотые монеты в XVII веке выполняли роль наград за ратные подвиги и их не использовали в качестве платежных единиц. Награждаемым вручали золотые монеты разного достоинства, в зависимости от их социального положения. Наградой мог служить португал в 10 червонцев или золотая денга. Для низших категорий ратного люда наградами были позолоченные серебряные копейки и денги.

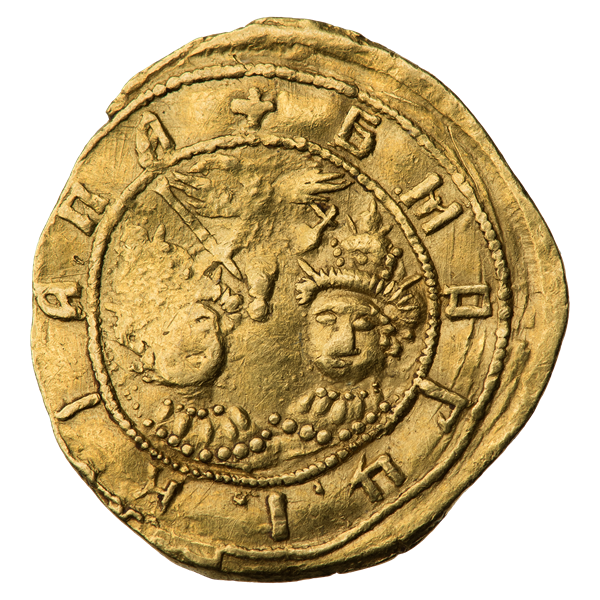
Пол-угорского Софьи Алексеевны (аверс)

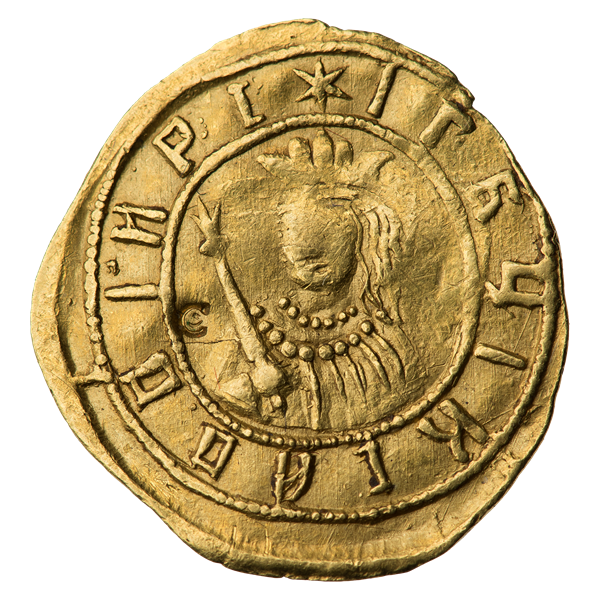
Пол-угорского Софьи Алексеевны (реверс)

С именем царевны Софьи Алексеевны связан случай, когда впервые в русской истории женской имя было помещено на золотую монету. Эти золотые монеты жаловались за Троицкий поход 1682 года, когда в результате бунта стрелецких полков Софью Алексеевну провозгласили правительницей при ее малолетних братьях царях Иване Алексеевиче и Петре Алексеевиче. Так ее имя появилось на жалованных золотых вместе с именами царей Ивана и Петра.
Монеты, вес которых составлял 1/4 червонца, 1/2 червонца и в один червонец, составляли целую серию жалованных монет за Первый Крымский поход 1687 года. На этих монетах помещались портреты царей Ивана Алексеевича и Петра Алексеевича на лицевой стороне, а на оборотной стороне был портрет царевны Софьи Алексеевны. Крупные жалованные золотые, которые входили в эту серию, создавались вручную. Процесс их изготовления проходил следующим образом: создавалась прочеканка на золотых дисках изображения и помещения в круговые надписи, после этого две половины монеты соединялись и прикреплялось ушко для ношения. Штемпеля, необходимые для создания таких монет, изготавливали резчики, которые являлись специалистами Золотой и Серебряной мастерских палат Московского Кремля. Некоторые стилистические отличия штемпелей указывают на то, что работа выполнялась несколькими резчиками. Существует вероятность, что одним из резчиков мог быть мастер Семидел Иона.

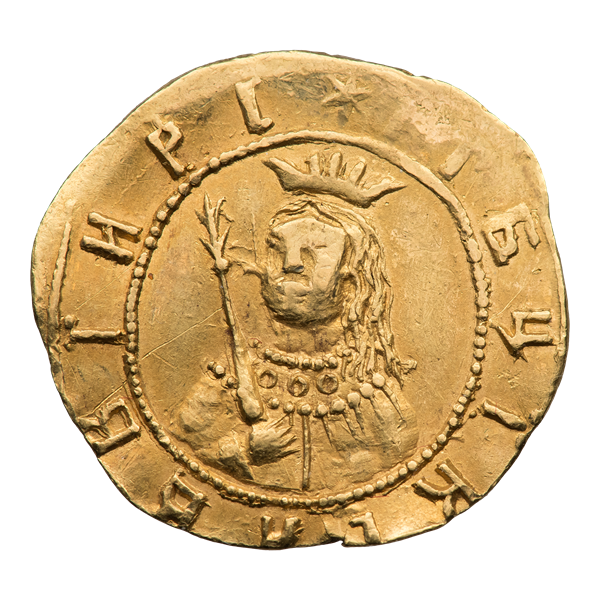
Угорский Софьи Алексеевны (аверс)

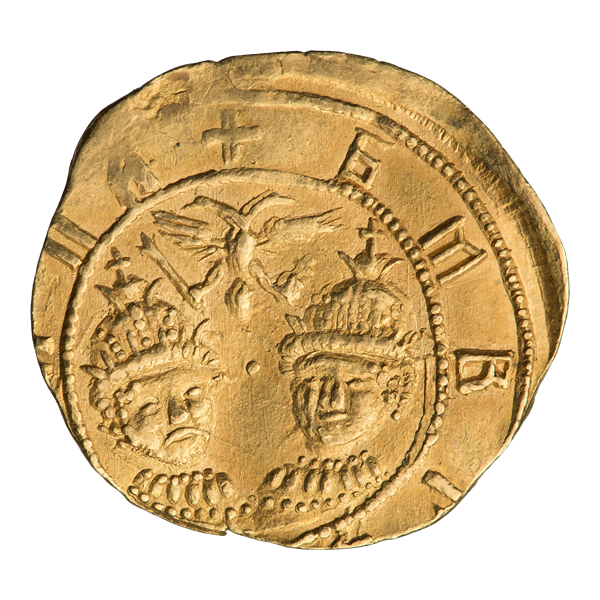
Угорский Софьи Алексеевны (реверс)

Сохранились сведения о чеканке двух наградных медальонов царевны Софьи. Один из них чеканился для вручения боярину-воеводе Федору Долгорукому за Первый Крымский поход 1687 года, второй дипломату Федору Головину, в качестве награды за заключение Нерчинского мирного договора с Китаем. Эти медальоны сделали золотых дел мастера Оружейной палаты. Стороны медальонов чеканились отдельно, затем были скреплены ушком. Вес каждого медальона составлял 7 угорских.
Основной тип золотых монет, которые были выданы людям за Крымский поход 1687 года, были золотые и золочёные копейки. Солдаты выборных полков также получали золотые копейки. Большая часть войска получила награды, золотые, на которых содержалось имя одного из государей. Чеканились золотые с именами царей Ивана и Петра Алексеевичей, и царевны Софьи. Они выдавались более значимым социальным группам, в поддержке которых была заинтересована Софья Алексеевна, особенно это относилось к боярам и иноземцам. Жалованные золотые из этой серии отличаются оформлением. Присутствуют круговые надписи, которые были выполнены аббревиатурой и крупное изображение царевны, на которой была надета зубчатая корона, а в руке она держала скипетр. Ее портрет был помещен на золотых 1/4 червонца и монетах более крупных достоинств.
Софья Алексеевна также использовала монеты, которые не были пожалованы в 1689 году с портретами царей Петра, Ивана и царевны Софьи Алексеевны для награждения участников заключения Нерчинского мира с Китаем. Жалованные золотые монеты с ее изображением были отправлены в Забайкалье. Но награждаемые уже не смогли носить монеты с ее изображением — в том же 1689 году Софья Алексеевна была заключена в монастырь.